# Ворд Тауншип (округ Тайога, Пенсільванія)
Ворд Тауншип (англ. Ward Township) — селище (англ. township) в США, в окрузі Тайога штату Пенсільванія. Населення — 228 осіб (2020).

## Демографія
Згідно з переписом 2010 року, у селищі мешкало 166 осіб у 82 домогосподарствах у складі 44 родин. Було 331 помешкання
Расовий склад населення:
| - 95,8 % — білих |

До двох чи більше рас належало 4,2 %. Частка іспаномовних становила 0,0 % від усіх жителів.
За віковим діапазоном населення розподілялося таким чином: 12,7 % — особи молодші 18 років, 67,4 % — особи у віці 18—64 років, 19,9 % — особи у віці 65 років та старші. Медіана віку мешканця становила 52,3 року. На 100 осіб жіночої статі у селищі припадало 130,6 чоловіків;  на 100 жінок у віці від 18 років та старших — 123,1 чоловіків також старших 18 років.
Середній дохід на одне домашнє господарство  становив 128 442 долари США (медіана — 42 813), а середній дохід на одну сім'ю — 139 581 долар (медіана — 48 125). За межею бідності перебувало 9,6 % осіб, у тому числі 0,0 % дітей у віці до 18 років та 19,4 % осіб у віці 65 років та старших.
Цивільне працевлаштоване населення становило 53 особи. Основні галузі зайнятості: транспорт — 28,3 %, роздрібна торгівля — 17,0 %, виробництво — 15,1 %, освіта, охорона здоров'я та соціальна допомога — 15,1 %.